# Pablo Sánchez
Pour les articles homonymes, voir Pablo Sánchez (homonymie) et Sánchez.
Pablo Sánchez est un Républicain espagnol né en 1913 à Lérida et exilé à Bordeaux en 1939, où il tombe sous les balles allemandes le 27 août 1944 à l'âge de 30 ans pendant le retrait de la  Wehrmacht.

## Éléments de biographie
Pablo Sánchez serait né en 1913 à Lérida. Républicain, il combat pendant la guerre d'Espagne puis trouve refuge à Bordeaux après la Retirada. Il y est propriétaire d'un bar, El Tubo, situé cours de la Marne près du marché des Capucins.

Pendant l'occupation allemande, il s'engage dans la résistance et combat dans la 3e brigade du 24ème bataillon de guérilleros des FFI-UNE (Forces Françaises de l’Intérieur – Union Nacional Española), commandée par un autre Espagnol, le commandant Eduardo Casado Sancho (dit El Barbas).
Au mois d'août 1944, les Allemands se préparent à évacuer Bordeaux. La destruction du port est planifiée, mais le 22, le sous-officier artificier Heinz Stahlschmidt met volontairement à feu les stocks d'explosifs dans le bunker de la rue Raze où ils ont été regroupés. Les forces du maquis se regroupent autour de Bordeaux et le 26, le général Nake, qui commande les forces allemandes, propose de renoncer à toute destruction si ses 9 000 hommes peuvent quitter l’agglomération sans acte de sabotage de la Résistance. Un pacte signé par le commandant Kühnemann et le commandant Rougès, officier des FFI, formalise cet accord. L'ultimatum est fixé au 28 août, à 0h, et les colonnes de Résistants suspendent leur entrée dans Bordeaux, pendant que l'armée allemande entame son retrait.  
Pendant la nuit du 27 août 1944, en tentant semble-t-il de s'emparer d'un canon qui protège l'accès au pont de pierre, Pablo Sánchez tombe au débouché de l'ouvrage sur la rive gauche du fleuve, devant le 53 du quai Richelieu.
Les dernières troupes d'occupation quittent Bordeaux le 28 août à 4h30. Deux heures plus tard les brigades FFI des colonels Adeline et Druilhe entrent en ville.

### Version du sauvetage du pont de pierre

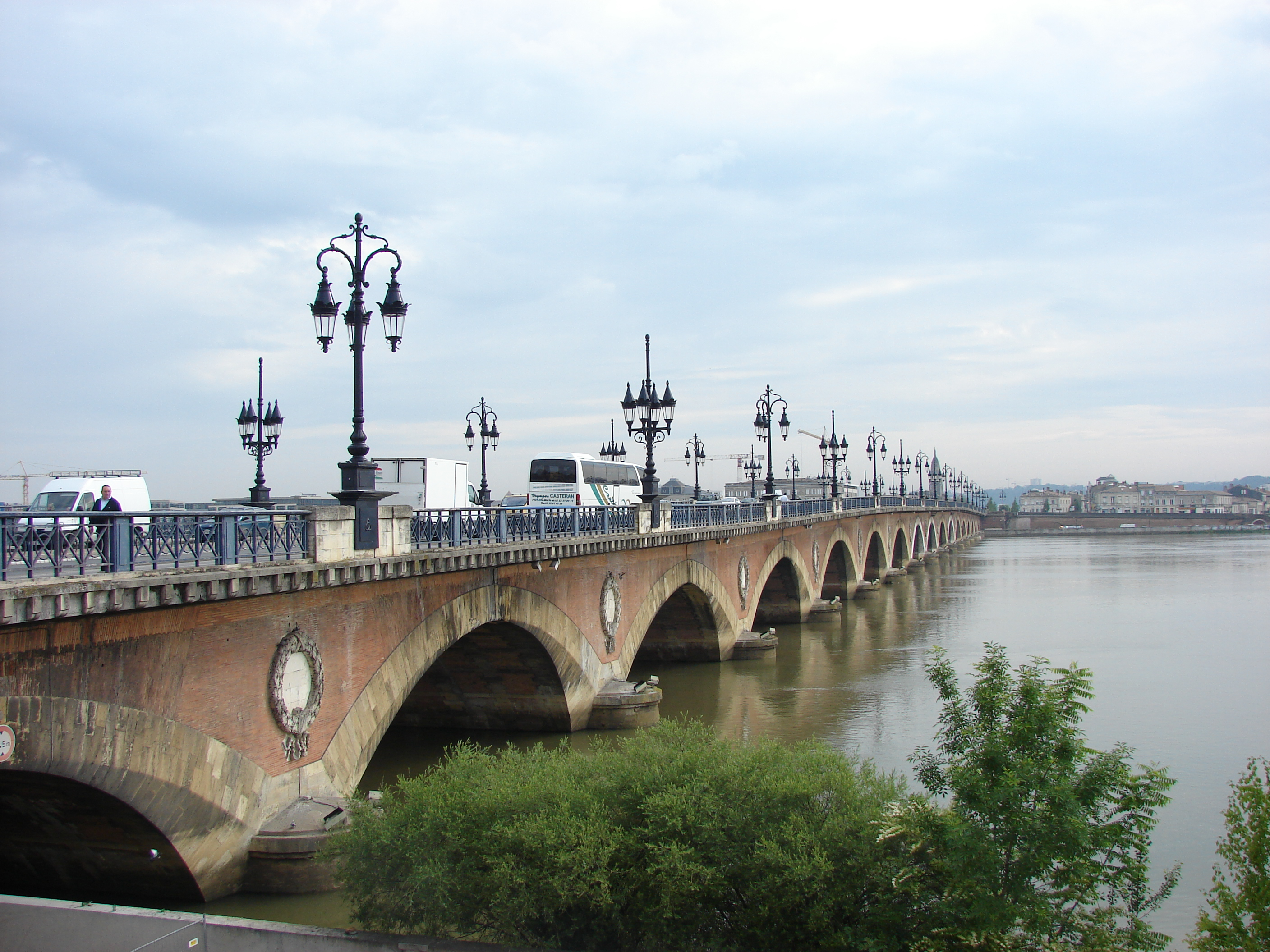
Le pont de pierre, vu de la rive gauche.

Selon un récit postérieur de l'événement, Pablo Sánchez aurait été abattu après être parvenu à désamorcer les explosifs au moyen desquels les Allemands s'apprêtaient à détruire le pont de pierre, alors seul ouvrage en dur permettant le franchissement de la Garonne à Bordeaux. Cette version n'est pas confirmée par les articles de presse de l'époque, est incohérente avec la chronologie détaillée de l'évacuation des troupes allemandes et repose sur des témoignages contradictoires et tardifs.

## Hommages
Pablo est inhumé le 30 août au cimetière de Bordeaux nord. Ses obsèques sont suivies par une foule considérable de civils.
Un 1947, une plaque bilingue est apposée sur la façade de l'immeuble devant lequel il est abattu :

« la Junte espagnole de la libération dédie cette plaque à la mémoire de Pablo Sanchez, réfugié espagnol tombé à cet endroit sous les balles allemandes le 27.08.1944 en défense de la liberté. »

En 2013, une plaque en son honneur est déposée sur sa tombe par l'Amicale des anciens guérilleros espagnols en France (AAGEF-FFI).
En 2014 l'Office national des anciens combattants lui accorde le titre de Mort pour la France.